# Darmós
Darmós és un nucli de població del municipi de Tivissa, a la comarca de Ribera d'Ebre. El 2019 tenia 94 habitants censats.
S'hi troba l'església de Sant Miquel de Darmós i una mata que està catalogada com a arbre monumental de Catalunya.